# Massamasso Tchangai
Komi Massamasso Tchangai (Atakpamé, 8 agosto 1978 – Lomé, 8 agosto 2010) è stato un calciatore togolese, di ruolo difensore.

## Carriera
Formatosi in patria e con un'esperienza biennale in Tunisia, Tchangai firmò per il club italiano di Udinese Calcio nel 1998, dopo essere stato convocato dal Togo nel 1998 per la fase finale della Coppa d'Africa in Burkina Faso. Tchangai è stato ceduto in prestito al Nogometno Društvo Gorica in Slovenia e in seguito per il club olandese De Graafschap prima di passare alla Viterbese e Benevento, nella serie C1 e C2 italiana. Nel 2006 fu nominato dalla Provincia di Benevento, ambasciatore del Sannio ai Mondiali di calcio del 2006. Tchangai firmò per Al-Nasr, il 17 novembre 2006.
Con il Togo ha partecipato al campionato del mondo 2006 e alla Coppa d'Africa 2008.

## La morte
Tchangai è morto la sera del suo trentaduesimo compleanno, l'8 agosto 2010, per un arresto cardiaco, dopo una breve malattia.

## Statistiche

### Presenze e reti nei club
| Stagione  | Squadra       | Campionato | Campionato | Campionato |
| Stagione  | Squadra       | Comp       | Pres       | Reti       |
| --------- | ------------- | ---------- | ---------- | ---------- |
| 1997-1998 | CA Bizertin   | CLP1       | ?          | ?          |
| 1997-1998 | CA Bizertin   | CLP1       | ?          | ?          |
| 1998-1999 | Udinese       | A          | 0          | 0          |
| 1998-1999 | Gorica        | 1.L        | 10         | 1          |
| 1999-2000 | De Graafschap | ED         | 21         | 0          |
| 2000-2001 | De Graafschap | ED         | 7          | 1          |
| 2001-2002 | Viterbese     | C1         | 16         | 0          |
| 2002-2003 | Benevento     | C1         | 24         | 0          |
| 2003-2004 | Benevento     | C1         | 29         | 0          |
| 2004-2005 | Benevento     | C1         | 24         | 1          |
| 2005-2006 | Benevento     | C2         | 9          | 0          |
| 2006-2007 | Al-Nassr      | 1DAS       | ?          | ?          |
| 2007-2008 | Al-Nassr      | 1DAS       | ?          | ?          |

### Cronologia presenze e reti in nazionale
| Cronologia completa delle presenze e delle reti in nazionale ― Togo | Cronologia completa delle presenze e delle reti in nazionale ― Togo | Cronologia completa delle presenze e delle reti in nazionale ― Togo | Cronologia completa delle presenze e delle reti in nazionale ― Togo | Cronologia completa delle presenze e delle reti in nazionale ― Togo | Cronologia completa delle presenze e delle reti in nazionale ― Togo | Cronologia completa delle presenze e delle reti in nazionale ― Togo | Cronologia completa delle presenze e delle reti in nazionale ― Togo |
| Data                                                                | Città                                                               | In casa                                                             | Risultato                                                           | Ospiti                                                              | Competizione                                                        | Reti                                                                | Note                                                                |
| ------------------------------------------------------------------- | ------------------------------------------------------------------- | ------------------------------------------------------------------- | ------------------------------------------------------------------- | ------------------------------------------------------------------- | ------------------------------------------------------------------- | ------------------------------------------------------------------- | ------------------------------------------------------------------- |
| 11-8-1996                                                           | Pointe-Noire                                                        | Rep. del Congo                                                      | 0 – 0                                                               | Togo                                                                | Qual. Coppa d'Africa 1998                                           | -                                                                   |                                                                     |
| 25-8-1996                                                           | Lomé                                                                | Togo                                                                | 1 – 0                                                               | Rep. del Congo                                                      | Qual. Coppa d'Africa 1998                                           | -                                                                   |                                                                     |
| 5-10-1996                                                           | Lomé                                                                | Togo                                                                | 2 – 1                                                               | Tanzania                                                            | Qual. Coppa d'Africa 1998                                           | -                                                                   |                                                                     |
| 10-11-1996                                                          | Lomé                                                                | Togo                                                                | 2 – 4                                                               | Camerun                                                             | Qual. Mondiali 1998                                                 | -                                                                   |                                                                     |
| 23-2-1997                                                           | Lomé                                                                | Togo                                                                | 1 – 1                                                               | RD del Congo                                                        | Qual. Coppa d'Africa 1998                                           | -                                                                   |                                                                     |
| 6-4-1997                                                            | Pointe-Noire                                                        | Angola                                                              | 3 – 1                                                               | Togo                                                                | Qual. Mondiali 1998                                                 | -                                                                   | 55’                                                                 |
| 27-4-1997                                                           | Douala                                                              | Camerun                                                             | 2 – 0                                                               | Togo                                                                | Qual. Mondiali 1998                                                 | -                                                                   |                                                                     |
| 8-6-1997                                                            | Lomé                                                                | Togo                                                                | 2 – 1                                                               | Zimbabwe                                                            | Qual. Mondiali 1998                                                 | -                                                                   |                                                                     |
| 22-6-1997                                                           | Arusha                                                              | Tanzania                                                            | 2 – 1                                                               | Togo                                                                | Qual. Coppa d'Africa 1998                                           | -                                                                   |                                                                     |
| 13-7-1997                                                           | Lomé                                                                | Togo                                                                | 4 – 0                                                               | Liberia                                                             | Qual. Coppa d'Africa 1998                                           | -                                                                   |                                                                     |
| 27-7-1997                                                           | Kinshasa                                                            | RD del Congo                                                        | 1 – 0                                                               | Togo                                                                | Qual. Coppa d'Africa 1998                                           | -                                                                   |                                                                     |
| 26-11-1997                                                          | Rabat                                                               | Marocco                                                             | 3 – 0                                                               | Togo                                                                | Amichevole                                                          | -                                                                   |                                                                     |
| 29-1-1998                                                           | Lomé                                                                | Togo                                                                | 2 – 1                                                               | Mali                                                                | Amichevole                                                          | -                                                                   | Uscita                                                              |
| 9-2-1998                                                            | Ouagadougou                                                         | RD del Congo                                                        | 2 – 1                                                               | Togo                                                                | Coppa d'Africa 1998 - 1º turno                                      | 1                                                                   |                                                                     |
| 12-2-1998                                                           | Ouagadougou                                                         | Togo                                                                | 2 – 1                                                               | Ghana                                                               | Coppa d'Africa 1998 - 1º turno                                      | -                                                                   | 29’                                                                 |
| 16-2-1998                                                           | Ouagadougou                                                         | Togo                                                                | 1 – 3                                                               | Tunisia                                                             | Coppa d'Africa 1998 - 1º turno                                      | -                                                                   | 75’                                                                 |
| 4-10-1998                                                           | Lomé                                                                | Togo                                                                | 2 – 0                                                               | Guinea                                                              | Qual. Coppa d'Africa 2000                                           | -                                                                   |                                                                     |
| 28-2-1999                                                           | Lomé                                                                | Togo                                                                | 2 – 3                                                               | Marocco                                                             | Qual. Coppa d'Africa 2000                                           | -                                                                   |                                                                     |
| 10-4-1999                                                           | Casablanca                                                          | Marocco                                                             | 1 – 1                                                               | Togo                                                                | Qual. Coppa d'Africa 2000                                           | -                                                                   |                                                                     |
| 20-6-1999                                                           | Labé                                                                | Guinea                                                              | 2 – 1                                                               | Togo                                                                | Qual. Coppa d'Africa 2000                                           | -                                                                   |                                                                     |
| 24-1-2000                                                           | Accra                                                               | Costa d'Avorio                                                      | 3 – 1                                                               | Togo                                                                | Coppa d'Africa 2000 - 1º turno                                      | -                                                                   |                                                                     |
| 27-1-2000                                                           | Accra                                                               | Ghana                                                               | 2 – 0                                                               | Togo                                                                | Coppa d'Africa 2000 - 1º turno                                      | -                                                                   |                                                                     |
| 31-1-2000                                                           | Kumasi                                                              | Togo                                                                | 1 – 0                                                               | Camerun                                                             | Coppa d'Africa 2000 - 1º turno                                      | 1                                                                   | Ammonizione                                                         |
| 29-3-2003                                                           | Praia                                                               | Capo Verde                                                          | 2 – 1                                                               | Togo                                                                | Qual. Coppa d'Africa 2004                                           | -                                                                   | 8’, 75’                                                             |
| 10-10-2004                                                          | Lomé                                                                | Togo                                                                | 1 – 0                                                               | Mali                                                                | Qual. Mondiali 2006                                                 | -                                                                   | 43’                                                                 |
| 17-8-2005                                                           | Le Petit-Quevilly                                                   | Togo                                                                | 1 – 0                                                               | Marocco                                                             | Amichevole                                                          | -                                                                   |                                                                     |
| 7-1-2006                                                            | Viry-Châtillon                                                      | Togo                                                                | 0 – 1                                                               | Guinea                                                              | Amichevole                                                          | -                                                                   | 46’                                                                 |
| 11-1-2006                                                           | Monastir                                                            | Togo                                                                | 1 – 0                                                               | Ghana                                                               | Amichevole                                                          | -                                                                   | 71’                                                                 |
| 25-1-2006                                                           | Il Cairo                                                            | Camerun                                                             | 2 – 0                                                               | Togo                                                                | Coppa d'Africa 2006 - 1º turno                                      | -                                                                   |                                                                     |
| 29-1-2006                                                           | Il Cairo                                                            | Togo                                                                | 2 – 3                                                               | Angola                                                              | Coppa d'Africa 2006 - 1º turno                                      | -                                                                   |                                                                     |
| 14-5-2006                                                           | Sittard                                                             | Togo                                                                | 0 – 1                                                               | Arabia Saudita                                                      | Amichevole                                                          | -                                                                   |                                                                     |
| 2-6-2006                                                            | Vaduz                                                               | Liechtenstein                                                       | 0 – 1                                                               | Togo                                                                | Amichevole                                                          | -                                                                   |                                                                     |
| 13-6-2006                                                           | Francoforte                                                         | Corea del Sud                                                       | 2 – 1                                                               | Togo                                                                | Mondiali 2006 - 1º turno                                            | -                                                                   | 90+2’                                                               |
| 19-6-2006                                                           | Dortmund                                                            | Togo                                                                | 0 – 2                                                               | Svizzera                                                            | Mondiali 2006 - 1º turno                                            | -                                                                   |                                                                     |
| 23-6-2006                                                           | Colonia                                                             | Togo                                                                | 0 – 2                                                               | Francia                                                             | Mondiali 2006 - 1º turno                                            | -                                                                   |                                                                     |
| 7-10-2006                                                           | Bamako                                                              | Mali                                                                | 1 – 0                                                               | Togo                                                                | Qual. Coppa d'Africa 2008                                           | -                                                                   | Ammonizione                                                         |
| 7-2-2007                                                            | Lomé                                                                | Togo                                                                | 2 – 2                                                               | Camerun                                                             | Amichevole                                                          | -                                                                   |                                                                     |
| 24-3-2007                                                           | Lomé                                                                | Togo                                                                | 3 – 1                                                               | Sierra Leone                                                        | Qual. Coppa d'Africa 2008                                           | -                                                                   |                                                                     |
| 12-10-2007                                                          | Lomé                                                                | Togo                                                                | 0 – 2                                                               | Mali                                                                | Qual. Coppa d'Africa 2008                                           | -                                                                   |                                                                     |
| 25-3-2008                                                           | Montreuil                                                           | Guinea                                                              | 2 – 0                                                               | Togo                                                                | Amichevole                                                          | -                                                                   |                                                                     |
| 31-5-2008                                                           | Accra                                                               | Togo                                                                | 1 – 0                                                               | Zambia                                                              | Qual. Mondiali 2010                                                 | -                                                                   | 27’                                                                 |
| 8-6-2008                                                            | Mbabane                                                             | eSwatini                                                            | 2 – 1                                                               | Togo                                                                | Qual. Mondiali 2010                                                 | -                                                                   |                                                                     |
| Totale                                                              |                                                                     | Presenze                                                            | 42                                                                  |                                                                     | Reti                                                                | 2                                                                   |                                                                     |